# Jeździectwo na Letnich Igrzyskach Olimpijskich 1992
Jeździectwo na letnich Igrzyskach Olimpijskich w Barcelonie odbywało się od 28 lipca do 6 sierpnia. Wystąpiło 215 zawodników w tym 67 kobiet z 35 państw. Najmłodszym zawodnikiem był Rodrigo Pessoa (19 lat) z Brazylii, natomiast najstarszym zawodnikiem był jego ojciec Nelson Pessoa (56 lat). Najwięcej medali zdobyli Niemcy.

## Medaliści
| Państwa              | Złoto | Srebro | Brąz | Razem |
| -------------------- | ----- | ------ | ---- | ----- |
| 1. Niemcy            | 3     | 2      | 2    | 7     |
| 2. Australia         | 2     | 0      | 0    | 2     |
| 3. Holandia          | 1     | 2      | 0    | 3     |
| 4. Nowa Zelandia     | 0     | 1      | 1    | 2     |
| 5. Austria           | 0     | 1      | 0    | 1     |
| 6. Stany Zjednoczone | 0     | 0      | 2    | 2     |
| 7. Francja           | 0     | 0      | 1    | 1     |

| Konkurencja                          | Złoty medal                                                                   | Srebrny medal                                                                    | Brązowy medal                                                                        |
| ------------------------------------ | ----------------------------------------------------------------------------- | -------------------------------------------------------------------------------- | ------------------------------------------------------------------------------------ |
| Ujeżdżenie Indywidualne              | Niemcy · Nicole Uphoff                                                        | Niemcy · Isabell Werth                                                           | Niemcy · Klaus Balkenhol                                                             |
| Ujeżdżenie Drużynowo                 | Niemcy · Klaus Balkenhol · Nicole Uphoff · Monica Theodorescu · Isabell Werth | Holandia · Tineke Bartels · Anky van Grunsven · Ellen Bontje · Annemarie Sanders | Stany Zjednoczone · Robert Dover · Carol Lavell · Charlotte Bredahl · Michael Poulin |
| WKKW Indywidualnie                   | Australia · Matthew Ryan                                                      | Niemcy · Herbert Blöcker                                                         | Nowa Zelandia · Blyth Tait                                                           |
| WKKW drużynowo                       | Australia · Matthew Ryan · Andrew Hoy · Gillian Rolton · David Green          | Nowa Zelandia · Blyth Tait · Andrew Nicholson · Mark Todd · Vicky Latta          | Niemcy · Herbert Blöcker · Matthias Baumann · Ralf Ehrenbrink · Cord Mysegages       |
| Skoki przez przeszkody indywidualnie | Niemcy · Ludger Beerbaum                                                      | Holandia · Piet Raijmakers                                                       | Stany Zjednoczone · Norman Dello Joio                                                |
| Skoki przez przeszkody drużynowo     | Holandia · Piet Raijmakers · Bert Romp · Jan Tops · Jos Lansink               | Austria · Boris Boor · Jörg Münzner · Hugo Simon · Thomas Frühmann               | Francja · Hervé Godignon · Hubert Bourdy · Michel Robert · Eric Navet                |